# Station La Couronne-Carro
Station La Couronne - Carro is een spoorwegstation in de Franse gemeente Martigues.